# Komuna e Kallmetit
Komuna e Kallmetit är en kommun i Albanien.   Den ligger i prefekturen Qarku i Lezhës, i den norra delen av landet, 60 km norr om huvudstaden Tirana.
I omgivningarna runt Komuna e Kallmetit växer i huvudsak blandskog.  Runt Komuna e Kallmetit är det ganska tätbefolkat, med 108 invånare per kvadratkilometer.